# Juan Vázquez Tenreiro
Juan Vázquez Tenreiro, meglio conosciuto come Juanito Vázquez, (Ferrol, 14 luglio 1912 – Burgos, 14 aprile 1957) è stato un calciatore e allenatore di calcio spagnolo.
In attività giocava nel ruolo di centrocampista. 

## Carriera
Con l'Atlético vinse due campionati (1939-1940, 1940-1941) e una coppa Eva Duarte. Morì a 44 anni a Burgos al termine di una partita mentre allenava il Racing Ferrol. Secondo la famiglia era morto mentre era ancora seduto in panchina, ma la versione ufficiale è che è deceduto di rientro sull'autobus.

## Palmarès

### Giocatore

#### Competizioni nazionali
- Campionato spagnolo: 2

Atlético Madrid: 1939-1940, 1950-1951
- Coppa Eva Duarte: 1

Atlético Madrid: 1951